# زیبای پررو
زیبای پررو فیلمی به کارگردانی فریدون ریاحی و نویسندگی اسماعیل نوری علاء محصول سال ۱۳۵۴ است.

## خلاصه داستان
منوچهر (منوچهر وثوق)، مدير عامل يك شركت، و دوستش لطيف (جمشيد مهرداد) زينت (هنگامه) را كه قصد خودكشي داشته نجات مي دهند. منوچهر از دوستش ايرج (عبدالله بوتيمار) مي خواهد كه درباره ي زينت تحقيق كند. او شركت را به ايرج مي سپارد و با زينت و لطيف به سفر مي رود. در راه با گوهر (مرجان) و ابرام بي گذشت (رضا بيك ايمانوردي) مواجه مي شوند كه كارشان جيب بري و اخاذي است. منوچهر براي نزديك شدن به آن دو وانمود مي كنند كه راننده ي شركتي است، و همراه آن ها به جيب بري و دزدي كشيده مي شود. او براي تأمين هزينه ي مداواي پدر گوهر (علي اكبر مهدوي فر) از گاوصندوق خانه ي خودش دزدي مي كند. ايرج، كه براي تصاحب ثروت منوچهر توطئه مي كند، افرادش را مي گمارد تا پدر گوهر را مضروب كنند و خود او را به گروگان بگيرند. منوچهر و ابرام او را نجات مي دهند. گوهر در مي يابد كه منوچهر صاحب شركتي است، و او را ترك مي كند. منوچهر بر اثر سانحه اي بينايي خود را از دست مي دهد. زينت، كه با ايرج است، منوچهر را در ويلايي پنهان مي كنند و مداواي چشم هاي او را به تعويق مي اندازند. منوچهر، كه متوجه رابطه آن دو شده، براي مداواي چشماهايش اقدام مي كند، و پس از دور كردن ايرج از خود با گوهر ازدواج مي كند.

## بازیگران
- رضا بیک ایمانوردی
- مرجان
- منوچهر وثوق
- جمشید مهرداد
- عبداله بوتیمار
- علی اکبر مهدوی فر
- کریم قاجار
- نریمان شیری فرد